# Gyranusoidea yunnanensis
Gyranusoidea yunnanensis är en stekelart som beskrevs av Xu 2004. Gyranusoidea yunnanensis ingår i släktet Gyranusoidea och familjen sköldlussteklar. Inga underarter finns listade i Catalogue of Life.